# Chinyelu Asher
Chinyelu Asher (sinh ngày 20 tháng 5 năm 1993) là một nữ cầu thủ bóng đá người Jamaica gốc Mỹ, chơi ở vị trí tiền vệ cho đội tuyển Bóng đá nữ quốc gia Jamaica.

## Đầu đời
Chinyelu Asher bắt đầu chơi bóng từ năm 9 tuổi, và những kỹ năng đầu tiên được dạy bởi cha cô, Kevin Asher, là một người Jamaica. Asher tham gia thi đấu nhiều lần trong khuôn khổ giải Thế vận hội quốc gia Thiếu niên. Đồng thời, Asher chơi cho Freestate United và chơi bóng trong đội nam của trường cô ấy trong các khóa đào tạo.

## Sự nghiệp

### Trường đại học
Từ năm 2011 đến 2013, Asher chơi cho Purdue Boilermakers. Sau đó, cô chuyển đến Louisville Cardinal vào năm 2014.

### Câu lạc bộ
Asher tham gia BIIK-Kazygurt vào năm 2016 và đã chơi 7 trận thuộc khuôn khổ Giải vô địch UEFA Bóng đá nữ mùa giải 2016-17. Sau đó, cô gia nhập Santa Fe, nơi đội của cô đã giành chiến thắng trong mùa giải 2017 và giải đấu sau mùa giải. Ngoài ra, cô cũng tham gia thi đấu tất cả các trận đấu của đội bóng của mình tại giải Copa Libertadores Femenina 2017. Năm 2018, Asher được mời tham dự presleg và là người chơi không thuộc danh sách của Washington Spirit. Asher gia nhập Stabæk vào tháng 1 năm 2019.

### Quốc tế
Mặc dù sinh ra ở Hoa Kỳ, Asher đủ điều kiện để đại diện cho Jamaica thông qua cha cô, người Jamaica. Asher tham gia thi đấu lần đầu tiên với đội tuyển bóng đá nữ U20 Jamaica năm 2012 trong khuôn khổ Giải vô địch U-20 CONCACAF Bóng đá nữ 2012. Asher cũng tham gia thi đấu lần đầu tiên trong vòng loại Giải vô địch Olympic nữ CONCACAF 2016.